# グランドライト
グランドライト（1939年 - ?）は、日本の競走馬。
※成績や情報などは古いため正確性に欠ける部分がある。

## 経歴
4歳から5歳時にレースに出走し、1943年春の帝室御賞典を制した。その他には現在でいう重賞競走には出走していないが、1度の3着を除いて全て連対（2着以内）している。父はダイオライト (Diolite) 、母はオーストラリアから輸入されたトルースピアー (True Spear) 。引退後は種牡馬になったが低調に終わっている。
馬主の加藤雄策は御賞典4度目の挑戦、騎手の阿部正太郎は5度目の挑戦での初制覇であった。

## 血統表
| グランドライトの血統（オーム系 / St.Simon 6.25% 5x 5） | グランドライトの血統（オーム系 / St.Simon 6.25% 5x 5） | グランドライトの血統（オーム系 / St.Simon 6.25% 5x 5） | （血統表の出典）      | （血統表の出典） |
| 父 *ダイオライト Diolite 1927 黒鹿毛                   | 父の父Diophon 1921 栗毛                                | Grand Parade                                           | Orby                  | Orby             |
| 父 *ダイオライト Diolite 1927 黒鹿毛                   | 父の父Diophon 1921 栗毛                                | Grand Parade                                           | Grand Geraldine       |                  |
| 父 *ダイオライト Diolite 1927 黒鹿毛                   | 父の父Diophon 1921 栗毛                                | Donnetta                                               | Donovan               | Donovan          |
| 父 *ダイオライト Diolite 1927 黒鹿毛                   | 父の父Diophon 1921 栗毛                                | Donnetta                                               | Rinovata              |                  |
| 父 *ダイオライト Diolite 1927 黒鹿毛                   | 父の母Needle Rock 1915 鹿毛                            | Rock Sand                                              | Sainfoin              | Sainfoin         |
| 父 *ダイオライト Diolite 1927 黒鹿毛                   | 父の母Needle Rock 1915 鹿毛                            | Rock Sand                                              | Roquebrune            |                  |
| 父 *ダイオライト Diolite 1927 黒鹿毛                   | 父の母Needle Rock 1915 鹿毛                            | Needlepoint                                            | Isinglass             | Isinglass        |
| 父 *ダイオライト Diolite 1927 黒鹿毛                   | 父の母Needle Rock 1915 鹿毛                            | Needlepoint                                            | Etui                  |                  |
| 母 *トルースピアー True Spear 1929 鹿毛                | 母の父Spearhead 1918 黒鹿毛                            | Spearmint                                              | Carbine               | Carbine          |
| 母 *トルースピアー True Spear 1929 鹿毛                | 母の父Spearhead 1918 黒鹿毛                            | Spearmint                                              | Maid of the Mint      |                  |
| 母 *トルースピアー True Spear 1929 鹿毛                | 母の父Spearhead 1918 黒鹿毛                            | Baroness la Fleche                                     | Ladas                 | Ladas            |
| 母 *トルースピアー True Spear 1929 鹿毛                | 母の父Spearhead 1918 黒鹿毛                            | Baroness la Fleche                                     | La Flenche            |                  |
| 母 *トルースピアー True Spear 1929 鹿毛                | 母の母Truda 1919 鹿毛                                  | Bridgnorth                                             | Bridge of Canny       | Bridge of Canny  |
| 母 *トルースピアー True Spear 1929 鹿毛                | 母の母Truda 1919 鹿毛                                  | Bridgnorth                                             | Rosedew               |                  |
| 母 *トルースピアー True Spear 1929 鹿毛                | 母の母Truda 1919 鹿毛                                  | Two Ales                                               | Maltster              | Maltster         |
| 母 *トルースピアー True Spear 1929 鹿毛                | 母の母Truda 1919 鹿毛                                  | Two Ales                                               | Grafton Lassl F-No.C6 |                  |

- 弟に1944年（昭和19年）の東京優駿競走2着のシゲハヤがいる。
- 半姉スピアーロビンの末裔に1990年ダービー卿チャレンジトロフィー勝ち馬のヤマノタンポポ、2023年NARグランプリ2歳最優秀牡馬のサントノーレがいる。

## 参考資料
- 『天皇賞史I』 （フジテレビ製作、ポニーキャニオン販売）：1995年